# ولدن‌دورپ
ولدن‌دورپ (به هلندی: Woldendorp) یک منطقهٔ مسکونی در هلند است که در دلف‌زیل واقع شده‌است. ولدن‌دورپ ۱٫۲۴ کیلومتر مربع مساحت و ۱٬۰۰۰ نفر جمعیت دارد.